# UTC+12:45
| Ora standard (tot anul) Ora standard (iarna din emisfera nordică) Ora standard (iarna din emisfera sudică) | Regiune maritimă în acest fus orar Ora de vară (vara din emisfera nordică) Ora de vară (vara din emisfera sudică) |

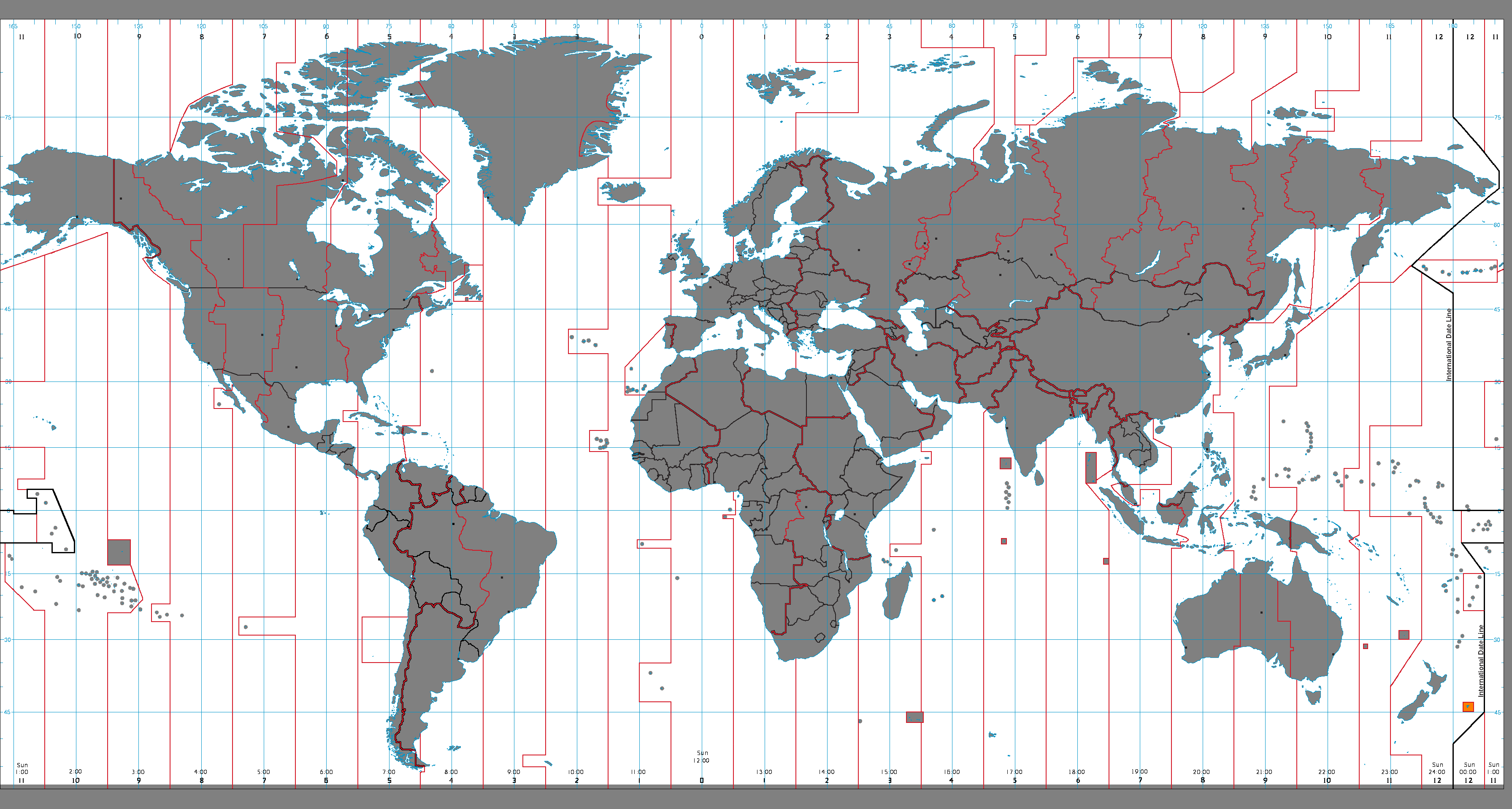
Utilizarea fusului orar UTC+12:45:

UTC+12:45 este un fus orar aflat cu 12 ore și 45 minute înainte UTC. UTC+12:45 este folosit în următoarele țări și teritorii:

## Ora standard (iarna din emisfera sudică)
- Noua Zeelandă
  - Insulele Chatham[1]

În vara insulele Chatham folosesc fusul orar UTC+13:45, așa că nu există nici o regiune pe lume cara folosește acest fus orar pentru vara din emisfera sudică.